# 北新桥 (常熟市)
北新桥，位于中华人民共和国江苏省苏州市常熟市沙家浜镇唐市社区北市梢，是一座花岗石三孔石拱桥，横跨尤泾，创建于清乾隆十五年（1750年），最初为木桥，名永安桥。乾隆五十五年（1795年）改为石桥，嘉庆五年（1800年）竣工，名为万丰桥。道光十八年（1838年）重建，为北新桥。高7米，顶宽3.5米，长51米。2004年重修。。于2011年12月19日公布为市级文物保护单位。2011年12月30日北新桥公布为第七批江苏省文物保护单位。